# 케이요 코르호넨
케이요 테로 코르호넨(핀란드어: Keijo Tero Korhonen, 1934년 2월 23일 ~ 2022년 6월 6일)는 핀란드의 정치인, 외교관이자 교수였다.  자신의 정치 경력 동안 그는 핀란드의 외무장관과 유엔 주재 핀란드 대사를 지냈다.  그는 1994년 핀란드 대통령을 위하여 비성공적인 후보였다.  그는 또한 헬싱키 대학교 교수이자 애리조나 대학교의 겸임 교수였다.

## 정치 경력
코르호넨은 핀란드 중앙당을 대표하여 1976년과 1977년 사이에 핀란드의 외무장관이었다.  1983년부터 1988년까지 그는 유엔 주재 핀란드 대사였다.  1994년 코르호넨은 대통령 선거를 위하여 무소속 후보였다.  그는 핀란드에서 중앙당 후보였던 파보 베이리넨을 도전하였다.  그들은 둘다 당원들이었으나 정당의 다수는 당수 에스코 아호가 권력을 차지하고 유럽 연합의 회원 자격을 지지한 후 유럽 연합 회원 자격을 향하여 변하였다.  코르호넨은 유럽 연합 회원 자격을 반대하는 일을 하기로 결정하고 그 이유로 회원 자격을 지지했던 자신의 정당의 외부에 대통령 선거에 참가하기로 결정하였다.

## 견해와 논란
코르호넨은 유럽 연합에 대한 자신의 비판적 견해로 알려졌다.  그는 외교 정치와 유엔에 관한 몇몇의 저서들의 저자이다.  더욱 나가서 코르호넨은 핀란드의 신문과 잡지들을 위하여 칼럼을 썼다.
노르웨이 노벨 위원회의 전 서기장 게이르 룬데스타드의 회고록에 의하면 전 외무장관이자 유엔 대사, 교수인 코르호넨이 2008년 마르티 아티사리에게 노벨 평화상을 수여한 위원회에 강하게 반대되었다고 한다.  룬데스타드는 코르호넨이 개인적으로 그리고 국제 분쟁 지역에서의 그의 공로에 대해 둘다 아티사리를 비판하는 위원회에게 편지 마저 썼다고 주장하였다.  하지만 코르호넨은 노벨 위원회로 아무 편지를 쓰는 데 부인하였다.

## 사망
2022년 6월 6일 미국 애리조나주 투손에서 88세의 나이로 사망하였다.
| 전임 칼레비 소르사 | 핀란드의 외무장관 1976년 9월 29일 ~ 1977년 5월 15일 | 후임 벤 보트 |